# Meadowlands (Pennsylvanie)
 (août 2025).
Meadowlands est une census-designated place située dans le comté de Washington, dans l’État de Pennsylvanie, aux États-Unis. Lors du recensement de 2020, elle compte 839 habitants.